# Wouter Bruneel
Wouter Bruneel (1977, Veurne) is een Belgische acteur, geboren te Veurne.
Bruneel studeerde in 1995 af aan het college van Veurne en behaaldde vervolgens een master in de Dramatische Kunsten.
In 2004 speelde hij mee in de langspeelfilm Steve + Sky van Felix Van Groeningen. Later volgden rollen in de televisieseries Matroesjka's en Zuidflank. In de twee seizoenen van Eigen kweek vertolkt hij het personage van Filip, de vriend van Steven Welvaert. In Marsman is hij Willy, in 2015 speelt hij Gilbert in Voor wat hoort wat. In 2016 heeft hij een rol in de langspeelfilm Vincent en het einde van de wereld van Christophe Van Rompaey. In 2017 is hij gelijktijdig te zien in de televisieseries Zie mij graag op Eén als Gunther en De zonen van Van As op VTM als Jan 'Bambi' Baels.
Gastrollen vertolkte hij in tal van televisieseries zoals in onder meer Heterdaad, Flikken, Team Spirit, Halleluja!, Urbain, Spoed, Het goddelijke monster, Code 37, Connie & Clyde, Ontspoord, Vriendinnen, Vossenstreken, Amigo's en Bevergem.

## Filmografie
- Heterdaad (1998) - als Ronnie Ceulemans
- W817 (1999) - als Albert De Clerck
- Flikken (2000-2001) - als Eddy
- Team Spirit - De Serie (2003) - als securityman
- Steve + Sky (2004) - als zoon
- My Bonnie (2004)
- Halleluja! (2005) - als Jean
- Urbain (2005) - als ambulancier
- Spoed (2007) - als Hans
- Matroesjka's (2008) - als Gino
- Het goddelijke monster (2011) - als rosse man
- Tot altijd (2012) - als journalist
- Code 37 (2012) - als Maxim Verschuere
- Eigen kweek (2013, 2016, 2019) - als Filip 'Fluppe' Verkest
- Connie & Clyde (2013)
- Zuidflank (2013) - als Lukas Delvoye
- Ontspoord (2013) - als Carlo
- Marsman (2014) - als Willy
- Vriendinnen (2014) - als Frans
- Vossenstreken (2015) - als Robert Coninx
- Voor wat hoort wat (2015) - als Gilbert
- Bevergem (2015) - als journalist Michel
- Vincent (2016) - als Belgische politieagent
- Amigo's (2015) - Koenraad Vercammen
- Zie mij graag (2017-2020) - als Gunther Aerts
- De zonen van Van As (2017-2018, 2020-2021) - als Jan 'Bambi' Baels
- Wij (2018) - als spoorwegwerker
- 13 Geboden (2018) - als dokter
- Gevoel voor tumor (2018) - als Eddy
- Kursk (2018) - als Dag Rasmussen
- Professor T. (2018)
- Buck (2018)
- Een Goed Jaar (2020) - als Patrick
- Onder Vuur (2021-2024) - als Boris 'Bokkie' Weber
- Beau Séjour (2021) - als agent Dirk
- Storm Lara (2021) - als Erik
- Hidden Assets (2021) - als kapitein Koshinen
- Doe Zo Voort (2022) - als papa van Emma
- Zillion (2022) - als douanier
- De zonen van Van As - De cross (2022) - als Jan 'Bambi' Baels